# Campos de filtración de chechenos
Las Fuerzas Armadas de Rusia utilizaron campos de filtración o puntos de filtración (el nombre oficial) para sus centros de internamiento masivo contra personas de la etnia chechena en el conflicto ruso-checheno, específicamente durante las primera guerra chechena de 1994 a 1996 y luego nuevamente durante la segunda guerra chechena de 1999 a 2003.

## Situación chechena
El término "punto de filtración" reapareció durante la primera guerra chechena como nombre de las instalaciones creadas ilegalmente con el fin de retener a las personas detenidas por las Fuerzas Armadas Rusas en el curso de una operación "para restablecer el orden constitucional" en el territorio de la República de Chechenia en 1994-1996. Durante la segunda guerra chechena, a partir de 1999, algunas de las instalaciones de "filtración" obtuvieron el estatus legítimo de aisladores de investigación (SIZO, por sus iniciales en ruso) subordinados al Ministerio de Justicia y aisladores de detención temporal (IVS) subordinados al Ministerio del Interior, pero con un marco legal poco claro, estatus incomprensible y sin base aparente en el código penal de la Federación Rusa.
De acuerdo al grupo ruso de derechos humanos Memorial, "según las estimaciones más modestas", el número total de personas que han pasado por los "puntos de filtración" establecidos y ad hoc alcanza al menos a 200.000 personas (de la población de Chechenia de menos de un millón), de los cuales "prácticamente todos" han sido sometidos a palizas y torturas, y algunos fueron ejecutados sumariamente. Según Memorial, el objetivo del sistema de "filtración" en Chechenia, además de ser parte del sistema general de terror estatal para la represión e intimidación de la población, era crear una red de informantes a través del reclutamiento forzoso, y se caracterizaba por su no selectividad, es decir, mediante arrestos arbitrarios y detenciones masivas de personas inocentes.
En octubre de 2000, Human Rights Watch (HRW) publicó su informe de investigación de 99 páginas "Bienvenido al infierno", que detalla cómo las tropas rusas han detenido a miles de chechenos, "muchos de ellos fueron detenidos arbitrariamente, sin evidencia de irregularidades". Guardias detenidos Los centros golpean sistemáticamente a los detenidos chechenos, algunos de los cuales también han sido violados o sometidos a otras formas de tortura. La mayoría fueron liberados solo después de que sus familias pagaran grandes sobornos a funcionarios rusos". HRW señaló que, a pesar de la resolución de la Comisión de Derechos Humanos de las Naciones Unidas, patrocinada por la Unión Europea, que instó a Rusia a crear una comisión nacional de investigación que estableciera la rendición de cuentas por los abusos, las autoridades rusas no lanzaron ningún "esfuerzo creíble y transparente para investigar estos abusos y llevar los perpetradores a la justicia.

"Los chechenos que no tienen documentos de identidad adecuados, que comparten un apellido con un comandante checheno, que se cree que tienen parientes que son combatientes, o que simplemente 'parecen' combatientes, siguen siendo detenidos y maltratados a diario en sus comunidades o en los cientos de puestos de control de Chechenia. Muchos 'desaparecen' durante meses mientras los funcionarios rusos los mantienen detenidos en régimen de incomunicación. Algunos finalmente son liberados cuando sus familiares pagan un soborno. Otros nunca regresan. (...) Los chechenos son tan comúnmente detenidos en los puestos de control dentro de Chechenia y a lo largo de las fronteras de Chechenia con otras partes de Rusia que muchos han hecho todo lo posible para evitar viajar por completo, incluso cuando necesitan huir de los combates activos (...) Los hombres son golpeados regularmente durante el proceso de detención y con frecuencia sometidos a burlas y amenazas. En ocasiones, las mujeres han sido violadas en los puestos de control después de haber sido detenidas. (...) Las fuerzas rusas comúnmente reunían y detenían a grupos de hombres chechenos en 'limpiezas' u operaciones para limpiar ou o detener a los rebeldes y sus colaboradores, tras la toma de control de las comunidades chechenas. Las fuerzas rusas también llevan a cabo redadas de detención y registros casa por casa después de emboscadas de la guerrilla u otros ataques. En algunos casos, la población masculina de una aldea fue reunida, llevada a un campo vacío y sometida a palizas mientras los funcionarios rusos buscaban a los presuntos rebeldes. Los detenidos en las operaciones de limpieza son tratados con especial dureza: las fuerzas rusas los golpean sin piedad, a veces hasta la muerte, y han ejecutado sumariamente a otros".
Human Rights Watch, octubre de 2000.

## "Puntos de filtración" en la Segunda Guerra de Chechenia
Uno de los principales campos de filtración, y el más conocido, en Chechenia fue el centro de detención de Chernokozovo, establecido en una antigua prisión en 1999. Chernokozovo fue objeto de una atención significativa en 2000, así como al menos dos sentencias relacionadas con la detención ilegal y la tortura. por el Tribunal Europeo de Derechos Humanos (los casos de los hermanos Chitayev en 2007 y de Zura Bitiyeva en 2008, este último incluyendo también la posterior ejecución sumaria de ella y su familia).
En 2000, Amnistía Internacional identificó los siguientes "campos de filtración": el centro de detención de Kadi-Yurt, un centro de detención improvisado en una escuela en Urús-Martán y otros campos improvisados en varios lugares de Chechenia, incluido un almacén de frutas en Tolstoi-Yurt, en una planta de procesamiento de aves y en el sótano del café "Chekhkar" en Chiri-Yurt, y en la capital Grozni. Las instalaciones fuera de Chechenia incluían el hospital de la prisión y el SIZO en Piatigorsk en el krai de Stávropol.
Según Memorial, otros "puntos de filtración" a largo plazo administrados por las fuerzas federales incluyeron la notoria instalación "Titanic" ubicada entre Aleroy y Tsentoroy, el sitio de una "desaparición" de muchas personas. Se crearon prisiones ilegales en los lugares de despliegue de unidades militares o unidades especiales del Ministerio del Interior y los presos que se encontraban en ellas no estaban oficialmente registrados en ningún lugar ni como detenidos. El más grande y conocido de ellos estaba ubicado en la base militar de Khankala, donde muchos prisioneros estaban retenidos en agujeros excavados en el suelo. Además, se establecieron "campos de filtración" temporales en campos abiertos o en locales abandonados en las afueras de las ciudades y pueblos en el curso de numerosas operaciones especiales de "limpieza" (zachistka).
En 2006, los grupos de derechos humanos de Rusia produjeron pruebas documentales de un centro de tortura secreto en el sótano de una antigua escuela para niños sordos en el distrito de Oktyabrsokye de Grozny, que alegaron había sido utilizado por una unidad de la policía especial rusa OMON que había sido estacionado cerca a principios de la década de 2000 para retener, torturar y matar a cientos de personas, cuyos cuerpos luego fueron arrojados por toda Chechenia (el miembro de la unidad, Sergei Lapin, fue condenado en 2005 por torturar al estudiante checheno Zelimkhan Murdalov, uno de los "desaparecidos" que sigue no contabilizado). Los activistas dijeron que recogieron la evidencia justo a tiempo antes de que el edificio que albergaba el sótano fuera demolido en un aparente intento burdo de encubrimiento.